# Armenische Eishockeyliga 2010/11
Die Saison 2010/11 war die zehnte Spielzeit der armenischen Eishockeyliga, der höchsten armenischen Eishockeyspielklasse. Meister wurde zum insgesamt sechsten Mal in der Vereinsgeschichte Urartu Jerewan.